# Неогублений голосний середнього ряду низького підняття
Неогублений голосний середнього ряду низького піднесення (англ. Open central unrounded vowel) — голосний звук, що використовується в багатьох мовах. Офіційно в Міжнародному фонетичному алфавіті відсутня спеціальна літера на позначення звуку між [a] і [ɑ], тому часто записується як [a]. У випадку, коли існує потреба виокремити голосний середнього ряду, його записують як [ä].

## Приклади
Більшість мов мають певну форму неогубленого голосного низького підняття. Оскільки МФА використовує [a] як для передніх, так і для середніх неогублених голосних низького підняття, не завжди зрозуміло, що використовує певна мова. Однак насправді різниці може не бути.
| Мова            | Мова                    | Слово | МФА             | Переклад    |
| --------------- | ----------------------- | --- | --------------- | ----------- |
| Англійська      | Австралійська           | bra | [bɹɐ̞ː]          | бюстгальтер |
| Англійська      | Східноанглійська        | bra | [bɹɐ̞ː]          | бюстгальтер |
| Англійська      | Загальноамериканська    | bra | [bɹɐ̞ː]          | бюстгальтер |
| Англійська      | Новозеландська          | bra | [bɹɐ̞ː]          | бюстгальтер |
| Англійська      | Деякі носії канадської  | trap | [t̠ɹ̝̊äp̚]          | капкан      |
| Англійська      | Деякі носії англійської | trap | [t̠ɹ̝̊äʔp]         | капкан      |
| Бірманська      | Бірманська              | မာ / ma | [mä]            | сильно      |
| Валлійська      | Валлійська              | siarad | [ʃarad]         | розмова     |
| Данська         | Літературна             | barn | [ˈpɑ̈ːˀn]        | дитина      |
| Італійська      | Італійська              | casa | [ˈkäːsä]        | дім         |
| Іспанська       | Іспанська               | rata | [ˈrät̪ä]         | щур         |
| Китайська       | Путунхуа                | 他 / [[[Піньїнь\|tā]]] Помилка: {{Lang}}: Не збігається текст не латинкою (Non-latn) з підтегом латинського (Latn) письма (допомога)                    | [tʰä˥] д·і      | він         |
| Литовська       | Литовська               | ratas | [raːtɐs̪]        | колесо      |
| Лімбурзька      | Гамонт-Ахел             | zaak | [ˈzǎ̠ːk]         | бізнес      |
| Нідерландська   | Нідерландська           | zaal | [zäːɫ]          | зала        |
| Німецька        | Німецька                | Katze | [ˈkʰät͡sə]       | кіт         |
| Польська        | Польська                | kat | [kät̪] д·і       | кат         |
| Португальська   | Португальська           | vá | [vä]            | рушай       |
| Румунська       | Румунська               | cal | [käl]           | кінь        |
| Сербохорватська | Сербохорватська         | пас / [[[Гаєвиця\|pas]]] Помилка: {{Lang}}: Не збігається текст не латинкою (Non-latn) з підтегом латинського (Latn) письма (допомога)                  | [pâ̠s̪]           | собака      |
| Тайська         | Тайська                 | บางกอก / bangkok | [bǟːŋ.kɔ̀ːk̚] д·і | Бангкок     |
| Турецька        | Літературна             | at | [ät̪]            | кінь        |
| Угорська        | Угорська                | láb | [läːb]          | стопа       |
| Французька      | Парижани                | patte | [pät̪]           | лапа        |
| Чеська          | Чеська                  | prach | [präx]          | пил         |
| Шведська        | Літературна             | bank | [bäŋk]          | банк        |
| Японська        | Японська                | 蚊 / [[[Латинізація японської мови\|ka]]] Помилка: {{Lang}}: Не збігається текст не латинкою (Non-latn) з підтегом латинського (Latn) письма (допомога) | [kä] д·і        | комар       |